# Вета
Вета (маор. wētā) — поліфілетична група комах, збірна назва для більш ніж 70 видів, що мешкають на території Нової Зеландії. Представники родин Anostostomatidae і Rhaphidophoridae ряду Прямокрилі. Назва походить з мови маорі (корінних жителів Нової Зеландії).
До даної групи належить надзвичайно велика комаха — Deinacrida heteracantha. Самки даного виду сягають довжини 8,5 см і можуть важити до 71 грама. (Більшість знайдених особин важить близько 43 г). Чималу частину ваги становлять майбутні яйця, що знаходяться в черевці самки. Вага самок без яєць рідко перевищує 19 грамів.
Самці трьох видів мають унікальні особливості будови і поведінки серед прямокрилих — представники родів Motuweta (2 види) і монотипного Anisoura мають довгі міцні мандибули, за допомогою яких вони влаштовують бої (буцаються на манер жуків-оленів).

## Морфологія і фізіологія
До складу групи входять великі безкрилі комахи з великим товстим тілом. Забарвлення переважно коричневе. У самців ряду видів великі розвинені мандибули. Найбільш широко поширений вид Deinacrida rugosa сягає 7 см в довжину і важить 30 г. Інший вид, Deinacrida heteracantha сягає ваги в 70 грамів. Розмножуватись починають у віці 1,5 роки. Самиця відкладає 200—300 яєць і незабаром помирає.
Для захисту від хижаків використовують свою задню пару лап, які у багатьох видів усіяні великими шипами. При нападі комаха з силою викидає їх перед собою.
Харчуються іншими комахами, листям, квітками, фруктами і плодами. Гігантські комахи беруть активну участь у поширенні насіння місцевих рослин, харчуючись їх плодами.

## Виникнення гігантизму
Гігантські розміри нелітаючих прямокрилих Нової Зеландії, зокрема віта, пов'язані з відсутністю на даних островах дрібних ссавців — комахи зайняли їхню екологічну нішу.

## Класифікація
Родина Anostostomatidae:
- Рід Гігантські віта (Deinacrida)
- Рід Деревні віта (Hemideina)
- Рід Ікласті віта (Motuweta)
- Рід Наземні віта (Hemiandrus)

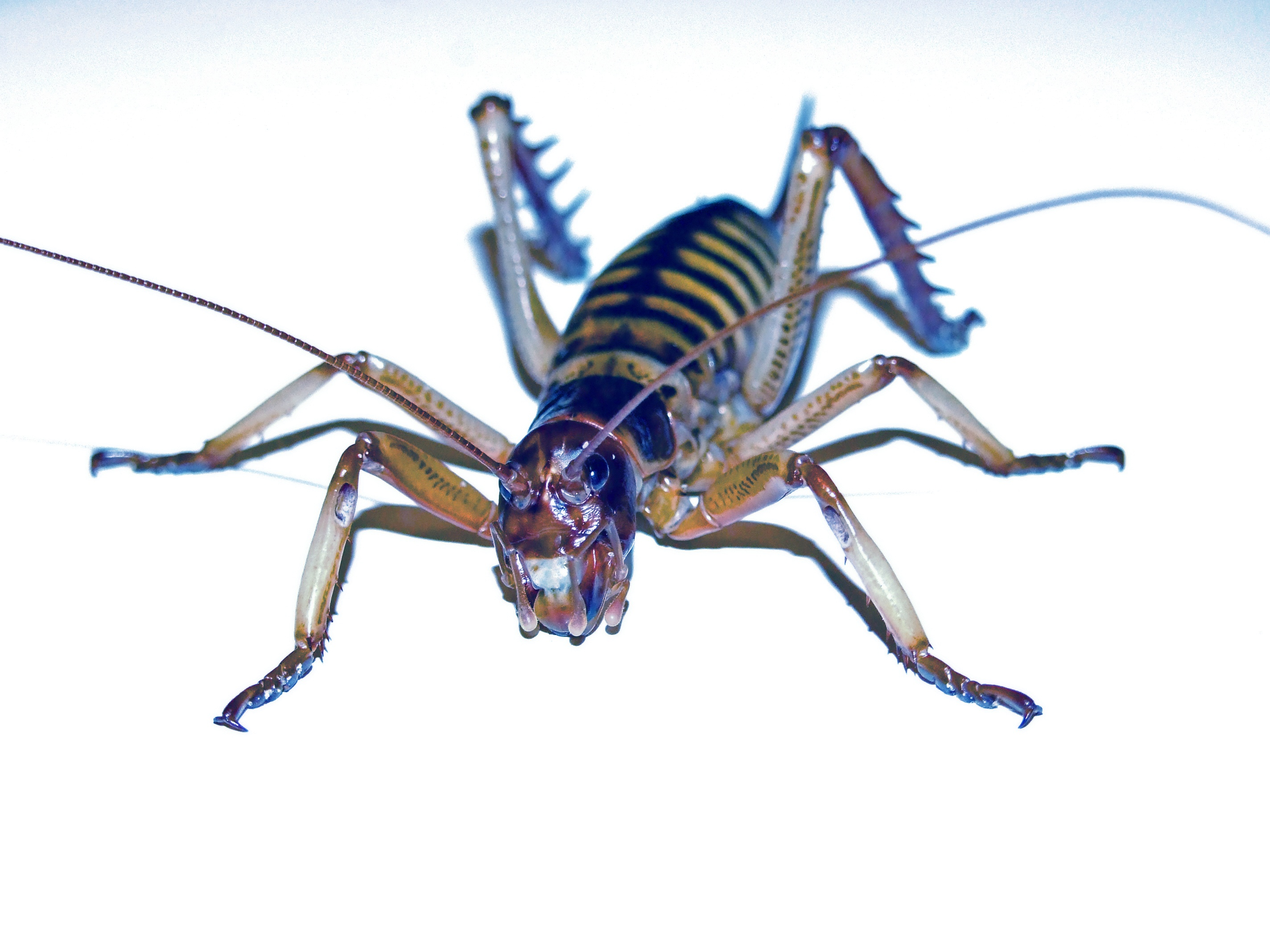
Самиця Hemideina crassidens

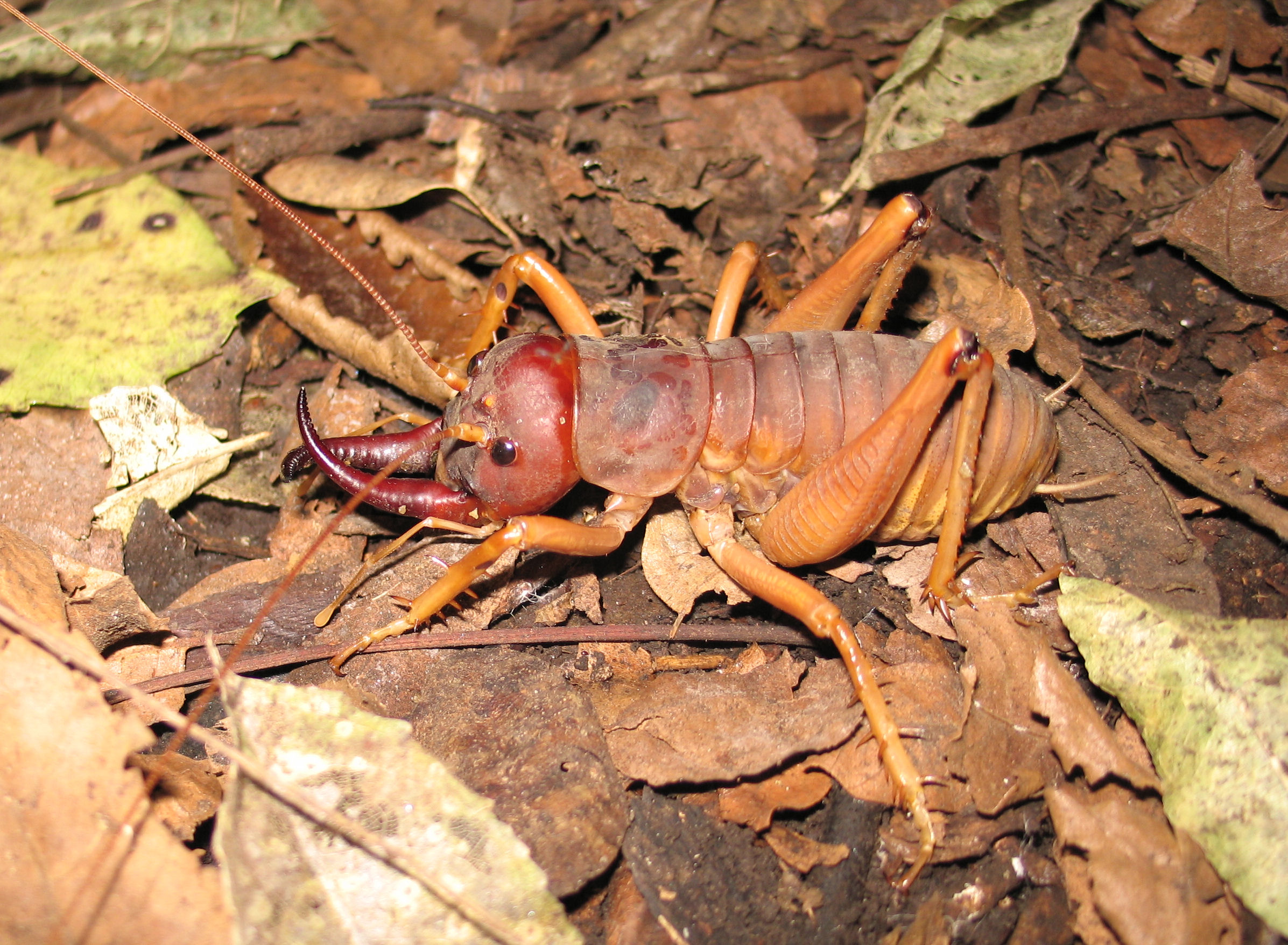
Самець Motuweta isolata

Родина Печерні коники (Rhaphidophoridae):
- Підродина Macropathynae

## Чисельність
Відзначається швидке скорочення чисельності цих комах, викликане завезеними людиною на острови дрібними ссавцями: мишами, пацюками, кроликами тощо.